# House of Last Things
House of Last Things to amerykański film fabularny z 2013 roku, napisany, wyprodukowany i wyreżyserowany przez Michaela Barletta. Światowa premiera projektu odbyła się pod koniec stycznia 2013 w trakcie Gerardmer Film Festival we Francji. W maju 2014 obraz został wydany na dyskach DVD w Wielkiej Brytanii, pod tytułem alternatywnym The Last House. Film uhonorowano nagrodami podczas Morbido Fest oraz WorldFest Houston.

## Obsada
- Lindsey Haun − Kelly
- Blake Berris − Jesse
- RJ Mitte − Tim
- Randy Schulman − Alan
- Diane Dalton − Sarah
- Micah Nelson − Adam
- Michele Mariana − Rose